# Amphinemura hamatmicroda
Amphinemura hamatmicroda is een steenvlieg uit de familie beeksteenvliegen (Nemouridae). De wetenschappelijke naam van de soort is voor het eerst geldig gepubliceerd in 2007 door Du & Wang.